# Gainesville, Georgia
Thành phố Gainesville là quận lỵ của quận Hall, Georgia, Hoa Kỳ. Theo điều tra dân số năm 2020, thành phố có dân số 42,296 người. Do sở hữu một số lượng lớn các nhà máy chế biến gia cầm, nó thường được gọi là "Thủ đô gia cầm của thế giới".

## Địa lý

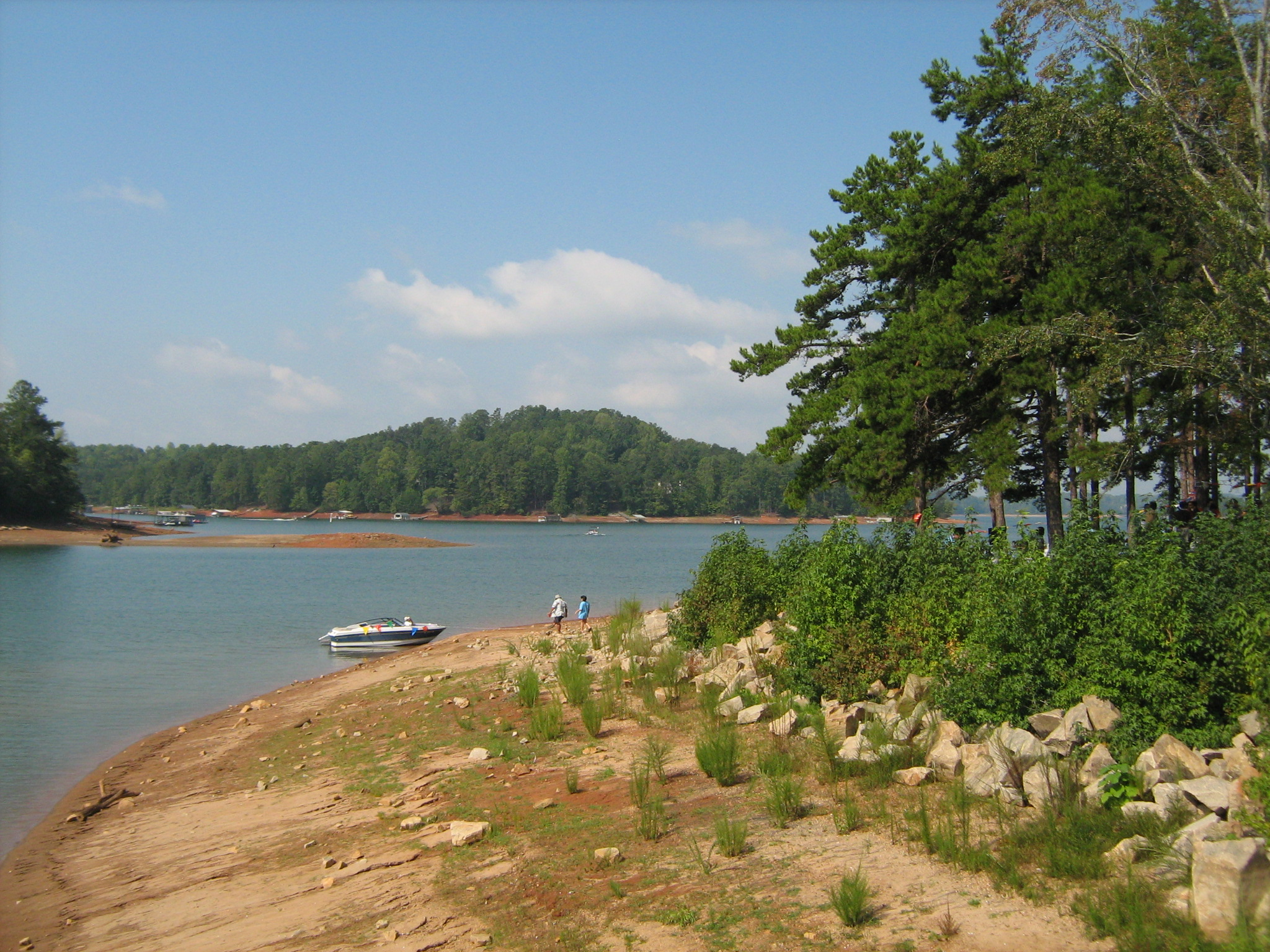
Hồ nước Lainer ở sông Forks Park

Gainesville nằm ở trung tâm của Quận Hall ở 34 ° 18′16 ″ N 83 ° 50′2 ″ W (34.304490, -83.833897).
Theo Cục điều tra dân số Hoa Kỳ, thành phố có tổng diện tích là 33,9 dặm vuông (87,7 km2), trong đó 31,9 dặm vuông (82,7 km2) là đất và 1,9 dặm vuông (5,0 km2), hay 5,75%, là nước.
Ẩn mình dưới chân dãy núi Blue Ridge, một phần của Gainesville nằm dọc theo bờ Hồ Lanier., một điểm đến nổi tiếng ở Hoa Kỳ. Mặc dù được tạo ra chủ yếu cho thủy điện và kiểm soát lũ lụt, Hồ Lainer cũng đóng vai trò như một hồ chứa và cung cấp nước cho thành phố Atlanta và là điểm đến thu hút khách du lịch.Phần lớn Gainesville có nhiều gỗ, cây rụng lá và cây lá kim.

## Dân cư
Theo điều tra dân số năm 2010, Gainesville có 33.804 người, 11.273 hộ gia đình và 7.165 gia đình cư trú trong thành phố. Mật độ dân số là 1.161,6 người trên một dặm vuông (450,7 / km²). Có 12.967 đơn vị nhà ở với mật độ trung bình 445,6 mỗi dặm vuông (172,9 / km²). Tỷ lệ chủng tộc của thành phố là 54,2% người da trắng, 15,2% người Mỹ gốc Phi, 0,6% người Mỹ bản xứ, 3,2% người châu Á, 0,2% người Thái Bình Dương, 23,4% từ các chủng tộc khác và 3,2% từ hai hoặc nhiều chủng tộc. Người gốc Tây Ban Nha hoặc La tinh của bất kỳ chủng tộc nào chiếm 41,6% dân số.
Có 11.273 hộ gia đình, trong đó 30,3% có trẻ em dưới 18 tuổi sống chung với bố mẹ, 39,3% là cặp vợ chồng chung sống với nhau, 18,2% là phụ nữ đơn thân và 36,4% không phải là gia đình. 28,9% hộ gia đình được tạo thành từ các cá nhân và 3,64% có người sống một mình 65 tuổi trở lên. Quy mô hộ trung bình là 2,85 và quy mô gia đình trung bình là 3,55.
Phân bố độ tuổi là 33,9% dưới 20 tuổi, 9,5% từ 20 đến 24 tuổi, 29,2% từ 25 đến 44 tuổi, 16,7% từ 45 đến 64 tuổi và 10,5% từ 65 tuổi trở lên. Độ tuổi trung bình là 29,5 tuổi. Cứ 100 nữ giới thì có 91,6 nam giới. Cứ 100 nữ giới từ 20 tuổi trở lên thì có 84,4 nam giới.
Thu nhập trung bình cho một hộ gia đình trong thành phố là $ 38,119, và thu nhập trung bình cho một gia đình là $ 43,734. Nam giới có thu nhập trung bình $ 26,377 so với $ 20,531 đối với nữ giới. Thu nhập bình quân đầu người của thành phố là 19.439 đô la. Khoảng 24,9% gia đình và 29,1% dân số sống dưới mức nghèo khổ, bao gồm 40,7% những người dưới 18 tuổi và 17,6% những người từ 65 tuổi trở lên. Trong tháng 5 năm 2013, tỷ lệ thất nghiệp ở đây là 6,9%, thấp hơn tỷ lệ chung ở Georgia (8,3%) và của Mỹ là 7,6%
Trong số người từ 15 tuổi trở lên, 31,0% chưa bao giờ kết hôn; 50,0% hiện đã kết hôn; 2,4% được tách ra ở riêng; 7,7% là góa phụ; và 9,9% đã ly hôn.